# 增城中學
23°17′34″N 113°49′48″E / 23.29284°N 113.82997°E
增城中学创办于1928年，是中国广州市增城区的一所高级中学，于1994年被评为广东省一级学校，是广州首批24所全国示范性高中之一。2000年至2010年只招收高中阶段学生，同时设立民办初中分校增城中学附属英华学校，2011年后保留民办分校的同时重新设立公办初中分校。2011年，高中部有学生约3000人。 高中部目前共有教學班60個，宿舍樓7棟。課室和宿舍均配有空調。除了女生宿舍8棟每房間住6人外，其他均為8人一房。在2017屆高考中，增城中學取得重大突破：应届考生1023人，重点上线423人、重点率達到了41.41%。

## 图库

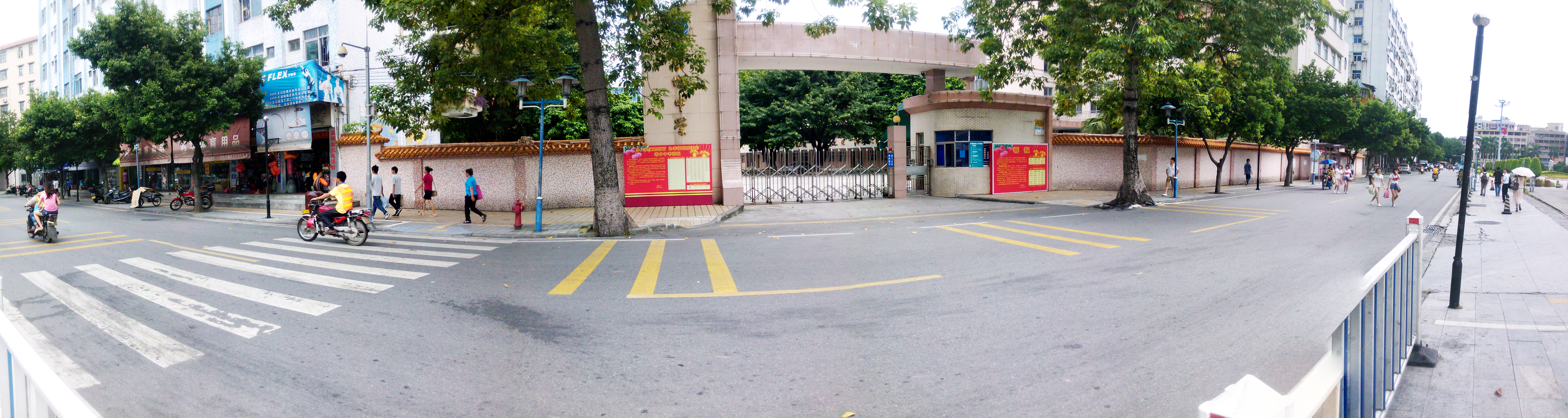
增城中学初中部

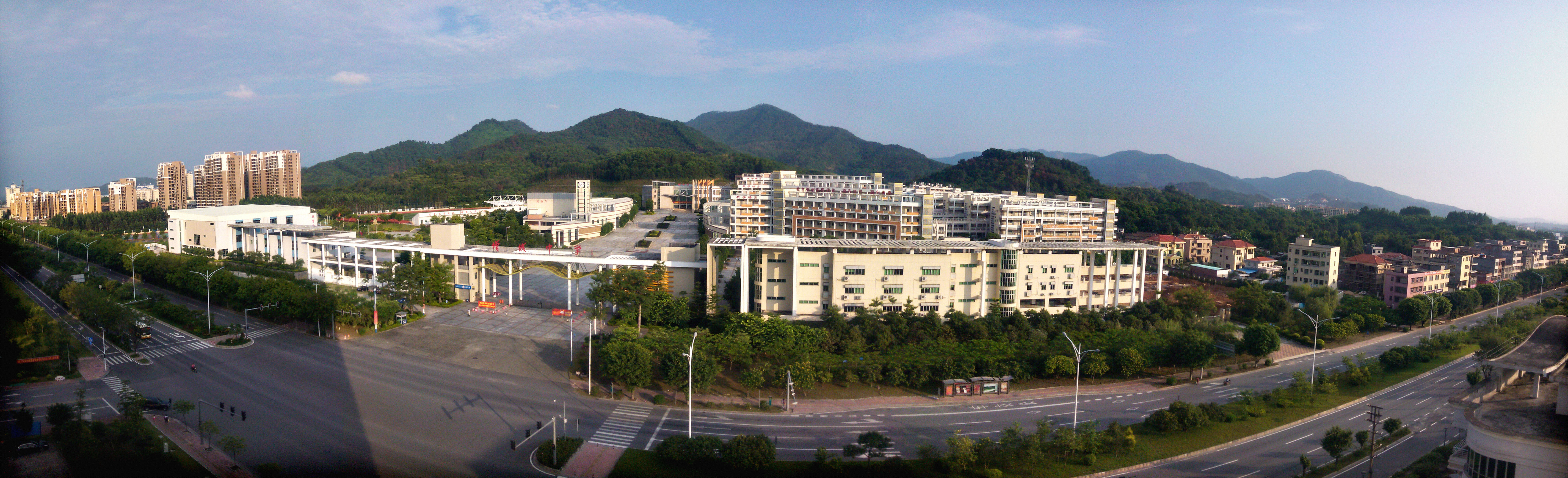
增城中学高中部

## 历任校长
| 校長   | 性別 | 籍貫     | 任期                     |
| ------ | ---- | -------- | ------------------------ |
| 徐思达 | 男   | 東莞     | 1928年9月-1929年2月      |
| 何浩   | 男   | 增城     | 1929年2月-1930年3月      |
| 刘国枢 | 男   | 增城     | 1930年3月-1930年8月      |
| 徐思达 | 男   | 東莞     | 1930年9月-1932年7月      |
| 陈殿杰 | 男   | 增城     | 1932年8月-1934年8月      |
| 骆维翼 | 男   | 博罗     | 1934年9月-1936年2月      |
| 徐思达 | 男   | 東莞     | 1936年3月-1936年12月     |
| 陈乐生 | 男   | 增城     | 1936年12月-1937年8月     |
| 谭金生 | 男   | 增城     | 1937年9月-1938年1月      |
| 钟媛祺 | 男   | 增城     | 1938年2月-1938年10月     |
| 陈殿杰 | 男   | 增城     | 1940年9月-1941年3月      |
| 赖观生 | 男   | 增城     | 1941年3月-1948年2月      |
| 陈殿杰 | 男   | 增城     | 1948年2月-1949年10月     |
| 罗声   | 男   | 和平     | 1949年11月-1950年8月     |
| 魏友相 | 男   | 增城     | 1950年8月-1952年8月      |
| 袁庄   | 男   | 东莞     | 1953年3月-1957年8月      |
| 黄国洪 | 男   | 中山     | 1957年9月-1961年8月      |
| 张林   | 男   | 河源     | 1961年9月-1968年3月      |
| 朱裕明 | 男   | 惠阳     | 1968年3月-1968年5月      |
| 袁晋渊 | 男   | 不详     | 1968年5月-1969年9月      |
| 赖友颜 | 男   | 增城     | 1969年10月-1970年2月     |
| 罗汉南 | 男   | 增城     | 1970年2月-1975年2月      |
| 赖友颜 | 男   | 增城     | 1975年2月-1979年3月      |
| 李友敏 | 男   | 新会     | 1979年3月-1987年9月      |
| 郑润锵 | 男   | 饶平     | 1987年10月-1993年8月     |
| 赖国强 | 男   | 增城     | 1993年8月-1999年11月     |
| 杨爱华 | 女   | 增城     | 1999年11月-2013年5月13日 |
| 宋东胜 | 男   | 增城永宁 | 2013年5月13日-           |